# Ndjolé
Ndjolé es una comuna gabonesa, chef-lieu del departamento de Abanga-Bigné de la provincia de Moyen-Ogooué.
En 2013 la comuna tenía una población de 6877 habitantes, de los cuales 3601 eran hombres y 3276 eran mujeres.
La localidad fue fundada en 1883 como puesto militar por Pierre Savorgnan de Brazza, ya que servía como punto de conexión fluvial entre Port-Gentil y el interior del país. Junto a Ndjolé se ubica la isla donde murió deportado Samory Touré.
Se ubica a orillas del río Ogooué, unos 80 km al noreste de Lambaréné junto a la carretera N3.